# Malecón de Santo Domingo
El Malecón de Santo Domingo, oficialmente conocido como Avenida George Washington, es una de las principales vías costeras de la ciudad de Santo Domingo, capital de la República Dominicana. Se extiende a lo largo del litoral sur del distrito nacional, bordeando el mar Caribe y sirviendo como un eje urbano con importancia histórica, turística, cultural y vial. Es un lugar reconocido de la ciudad, tanto por su valor paisajístico como por su importancia en la vida social y política del país.

## Historia

### Orígenes y primeros desarrollos
Durante los años 1970 y 1980, el espacio adquirió funciones recreativas y turísticas, y sirvió como sede de actividades culturales, carnavales, ferias y conciertos. En este período se incorporaron elementos como monumentos, glorietas, parques y zonas peatonales, lo que fortaleció su papel como espacio público relevante dentro del entorno urbano de la ciudad.
Durante la década de 1990, el Malecón experimentó un proceso de deterioro relacionado con factores como el crecimiento urbano no planificado y la disminución del mantenimiento de su infraestructura. Problemas como la acumulación de residuos, el desgaste del mobiliario urbano y la presencia de construcciones informales en áreas cercanas afectaron su uso recreativo y su atractivo para residentes y visitantes.
A partir de los años 2000, diversas iniciativas públicas y privadas impulsaron la rehabilitación del Malecón. Entre estas se incluyeron proyectos de reurbanización, restauración de áreas verdes, instalación de iluminación y creación de espacios culturales. Además, se incentivó la inversión en infraestructura turística, como hoteles, restaurantes y centros de ocio, con el objetivo de revitalizar la zona y fomentar el desarrollo económico local.
El Malecón de Santo Domingo es una zona del litoral urbano de la capital dominicana que cumple funciones de vía de circulación, espacio recreativo y atractivo turístico. Forma parte del entorno urbano y presenta desafíos vinculados a su mantenimiento, ordenamiento territorial y sostenibilidad ambiental.

## Desarrollo en elsigloXXyXXI
A lo largo del siglo XX, el Malecón de Santo Domingo se consolidó como uno de los espacios públicos más representativos de la ciudad. En sus alrededores se construyeron hoteles de lujo, monumentos históricos, centros de entretenimiento, restaurantes y edificaciones institucionales. Entre los establecimientos más destacados figuran el Hotel Jaragua, el Hotel Embajador (ubicado más hacia el interior, exactamente en avenida Sarasota), el hotel Napolitano, el hotel Sheraton y el paseo marítimo, este último inaugurado en 2023.
La avenida también se convirtió en un lugar recurrente para la celebración de eventos nacionales, desfiles patrióticos, festividades populares y actividades recreativas. En este contexto, el Malecón ha funcionado tradicionalmente como escenario principal del Carnaval de Santo Domingo, una de las celebraciones culturales más relevantes del país.
Durante las décadas de 1970 y 1980, se llevaron a cabo importantes obras de transformación en la zona, que incluyeron la ampliación de infraestructuras viales y peatonales, así como proyectos de embellecimiento urbano. Estas intervenciones respondieron a una visión de modernización y fortalecimiento de los espacios públicos capitalinos.
Sin embargo, hacia finales del siglo XX, el área comenzó a mostrar signos de deterioro. Entre los principales factores identificados se encuentran la contaminación, la inseguridad y la disminución del mantenimiento urbano, lo que afectó la percepción y el uso del Malecón por parte de la población.

### Revitalización en elsigloXXI
Durante el siglo XXI, distintas administraciones municipales y del gobierno central desarrollaron planes de renovación con el objetivo de recuperar el valor paisajístico y turístico del Malecón de Santo Domingo. Estas intervenciones incluyeron la remodelación de aceras, mejora de la iluminación, instalación de mobiliario urbano, construcción de parques lineales, habilitación de ciclovías y restauración de monumentos históricos.
Uno de los proyectos más relevantes fue el Plan de Revitalización del Malecón, ejecutado a partir de 2018 por la Alcaldía del distrito nacional en coordinación con el Ministerio de Turismo. Este plan contempló mejoras en la infraestructura y la accesibilidad, así como la creación de nuevos espacios públicos orientados al disfrute ciudadano y al turismo.
Entre los resultados más destacados de esta etapa figuran el remozamiento del parque Eugenio María de Hostos, la creación del paseo marítimo y la adecuación de zonas para personas con movilidad reducida. Estas acciones formaron parte de una estrategia integral para fortalecer el atractivo del litoral urbano y promover un uso más inclusivo del espacio.
Se han realizado iniciativas orientadas a equilibrar el desarrollo turístico con la conservación del entorno costero, procurando también una mayor integración del Malecón en las dinámicas urbanas. Si bien aún existen desafíos, dichas acciones han tenido cierto impacto en la percepción pública del lugar.

## Características
El Malecón de Santo Domingo tiene una extensión aproximada de 14 kilómetros a lo largo de la costa del mar Caribe. Su trayecto comienza en el extremo occidental del distrito nacional, en las cercanías del sector Manresa, y finaliza en la intersección con la avenida del Puerto, próximo a la Ciudad Colonial.
A lo largo de su recorrido, el Malecón se conecta con varias de las principales vías de la ciudad, entre ellas la avenida Abraham Lincoln, la avenida Máximo Gómez y la avenida Independencia. Esta integración lo convierte en una arteria vial significativa, tanto para la circulación vehicular como para el acceso a diferentes zonas urbanas y turísticas de Santo Domingo.

## Importancia sociocultural
El Malecón de Santo Domingo es un espacio de confluencia para múltiples expresiones culturales y sociales. Ha sido escenario de manifestaciones políticas, concentraciones religiosas, eventos deportivos y actividades artísticas al aire libre. El lugar es frecuentado diariamente por residentes y turistas, quienes disfrutan de su paisaje marítimo, su brisa constante y su oferta recreativa.
Es también un lugar de referencia en la literatura y el arte dominicano, apareciendo frecuentemente en obras que retratan la vida urbana de Santo Domingo.